# Miloslav Jech
Miloslav Jech (8. února 1926 Lázně Toušeň – 11. září 2017) byl český evangelikální teolog a církevní historik, první ředitel Evangelikálního teologického semináře v Praze.
Studoval historii a filozofii na Filozofické fakultě univerzity Karlovy. Pracoval v různých dělnických a úřednických profesích, krátce též jako učitel a archivář.
Od roku 1965 byl plnoúvazkovým kazatelem Jednoty českobratrské. V letech 1990–1996 stál v čele Evangelikálního teologického semináře (resp. Teologického semináře Církve bratrské).

## Publikační činnost (výběr)
- Pátrání po církvi - pokus o teologickou reflexi církevních dějin (2010)
- Dějiny křesťanské církve (1997)
- Homo religiosus v církvi. Křesťanská revue, 2001, č. 7, s. 189-193.